# Aktiv (grammatik)
 For alternative betydninger, se Aktiv (flertydig). (Se også artikler, som begynder med Aktiv)
Aktiv form af et udsagnsord foreligger, når grundleddet udfører den handling, som udsagnsordet udtrykker. Det kaldes i grammatik en diatese. Aktiv hedder også handleform.

## Eksempler
- Jeg spiser kartofler
- Det regner udenfor

## Passiv
Det modsatte af aktiv er passiv. Både aktiv og passiv er diateser.